# Okuhara Seiko
Okuhara Seiko (en japonés: 奥原 晴湖, Koga, 14 de septiembre de 1837-Narita, 28 de julio de 1913) fue una escritora, pintora sumi-e y calígrafa japonesa que destacó sobre todo durante la Era Meiji. Fue una artista consagrada en Japón y fundó una escuela de arte que llevó por todo el país. En 1891, con cincuenta y cinco años, decidió retirarse a una pequeña aldea. Su obra de esta época se considera la mejor.

## Biografía
Nacida en una familia samurái, residió gran parte de su vida en Edo/Tokio.
Fue alumna de Tani Bunchō, pero al ser mujer, no se le permitió estudiar formalmente. Cambió su nombre del femenino Setsuko al neutro Seiko, se cortó el pelo e iba ataviada como varón. Para autoinstruirse, solía copiar funpones (modelos pictóricos) que luego usaría como profesora.
Su trabajo recibió mucha influencia de la Escuela Kanō, pero se suele enmarcar dentro de la escuela Bunjinga Literati.

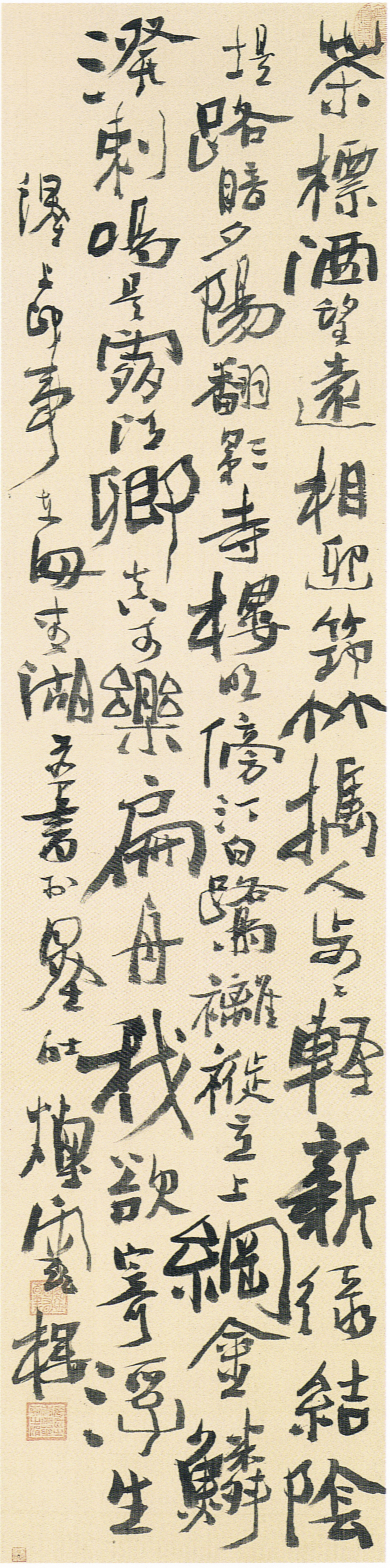
Siete poemas (Época Meiji).
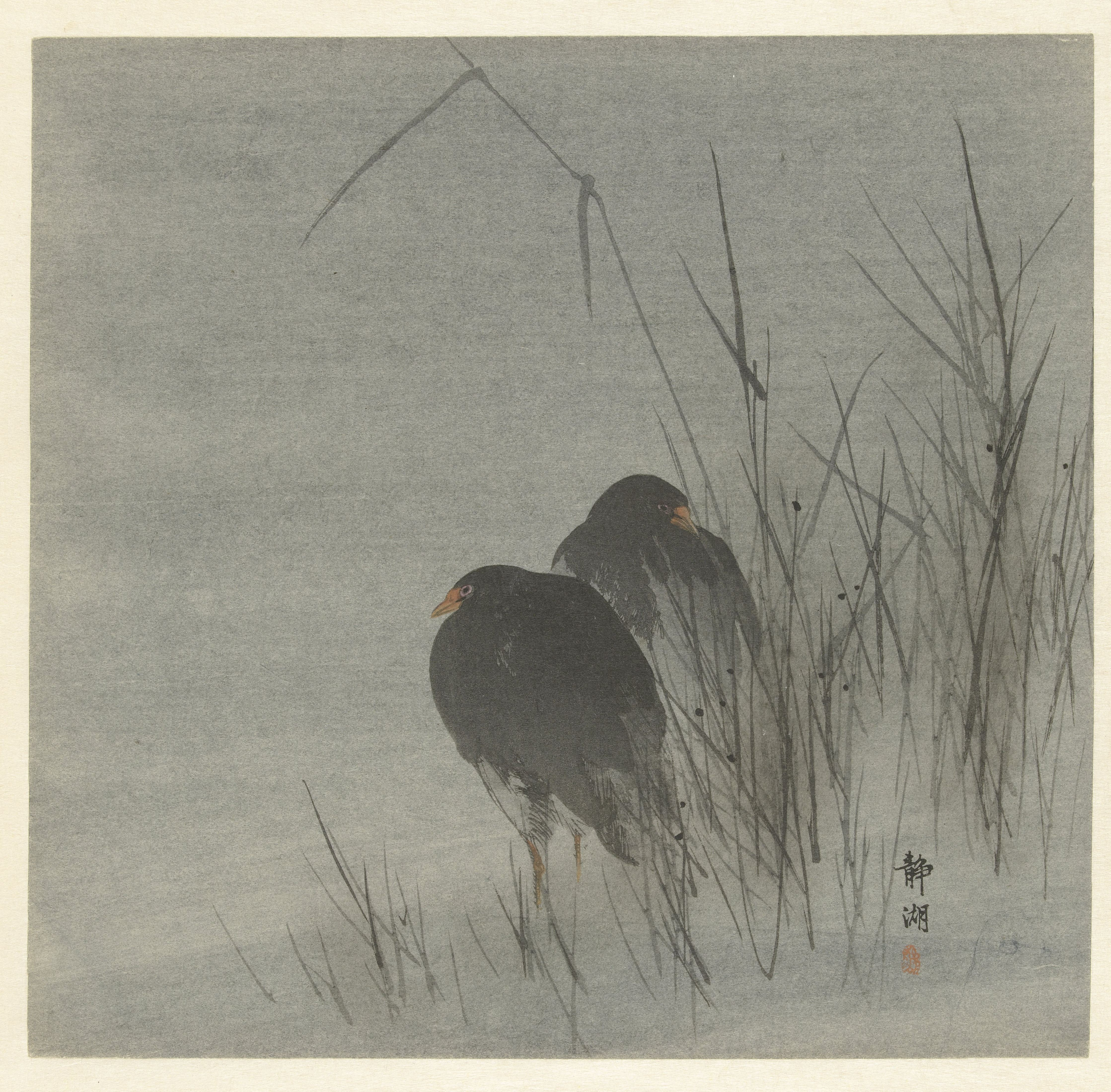
Dos fochas entre juncos (c. 1900-1910).